# اومادا
هومادا (به اسپانیایی: Humada) یک شهرستان در اسپانیا است.